# إيديمو
إيديمو أو إيكيمو وهو نوع من العفاريت الأشباح والمصنفة ضمن الأودوغ في الميثولوجيا السومرية. عرف الإيديمو بكونهم أشباح الأشخاص غير المدفونين. وكانت تصرفاتهم تشبه الجن. ذكر بأنهم كانوا يهاجمون الناس في حالة خرق تابوهاتهم مثل أكل لحم الثور أمامهم. وكانوا أيضاً يقومون بتهييج الحيوانات ونشر الأمراض وارتكاب الجرائم وكانوا يهاجمون الشباب والصغار أثناء النوم.